# TT Super League
La TT Super League, ufficialmente TT Premier Football League 2 e in precedenza National Super League, è la seconda divisione del campionato trinidadiano di calcio. È organizzata dalla TTFF, la federazione calcistica dell'aricpelago.

## Formula
In precedenza, tra le due leghe calcistiche più importanti di Trinidad e Tobago (questa e la TT Pro League) non erano previste promozioni e retrocessioni, e il campione della Super League poteva richiedere l'iscrizione alla massima serie. Salite e discese tra divisioni sono state introdotte nel 2024, con l'allargamento della Pro League a 12 partecipanti.

## Albo d'oro
Di seguito sono elencati i campioni della TT Premier Football League 2.
| 2003      | Crab Connection        |
| 2004      | Joe Public             |
| 2005      | Joe Public             |
| 2006      | Police                 |
| 2007      | WASA                   |
| 2008      | Trinidad e Tobago U-20 |
| 2009      | Joe Public             |
| 2010      | T&TEC                  |
| 2011      | Joe Public             |
| 2012      | WASA                   |
| 2013-2014 | Guaya United           |
| 2015-2016 | Defence Force          |
| 2016      | Santa Rosa             |
| 2017      | Guaya United           |
| 2018      | Santa Rosa             |
| 2019      | Prison Service         |
| 2023      | 1976 Phoenix           |
| 2023-2024 | Matura Reunited        |